# Leuctra alta
Leuctra alta är en bäcksländeart som beskrevs av James 1974. Leuctra alta ingår i släktet Leuctra och familjen smalbäcksländor. Inga underarter finns listade i Catalogue of Life.